# Maria Grazia Balbi
Maria Grazia Balbi (Napoli, 19 dicembre 1995) è una calciatrice italiana, portiere del Südburgenland.